# Пальник Бунзена
Пальни́к Бу́нзена — газовий пальник з відкритим полум'ям спеціальної конструкції названий на честь відомого німецького хіміка Роберта Вільгельма Бунзена.

## Будова та принцип роботи пальника

Зліва відкритий доступ повітря, з правої сторони доступ повітря перекрито. 1. Трубка згоряння 2. Отвори для повітря 3. Регулювання газу 4. Підвід газу

При роботі пальника, газ у вигляді струменя з великою швидкістю виходить з сопла інжектора, створюючи розрідження (див. Ефект Вентурі) в трубці висотою бл. 15 см. Завдяки створеному розрідженню цим впорскуванням газу, навколишнє повітря засмоктується в пальник через отвори в трубці і після цього при русі вгору вздовж трубки повітря змішується з газом, утворюючи горючу суміш, яка підпалюється на виході з пальника. Оскільки для горіння використовується кисень повітря, що надходить з навколишнього середовища (атмосфери), то пальник Бунзена належить до класу атмосферних пальників. Завдяки ґратці чи невеликим отворам згори пальника запобігають зворотній тязі полум'я. Сам пальник складається із важкої, широкої підставки з отвором для підводу газу

## Застосування

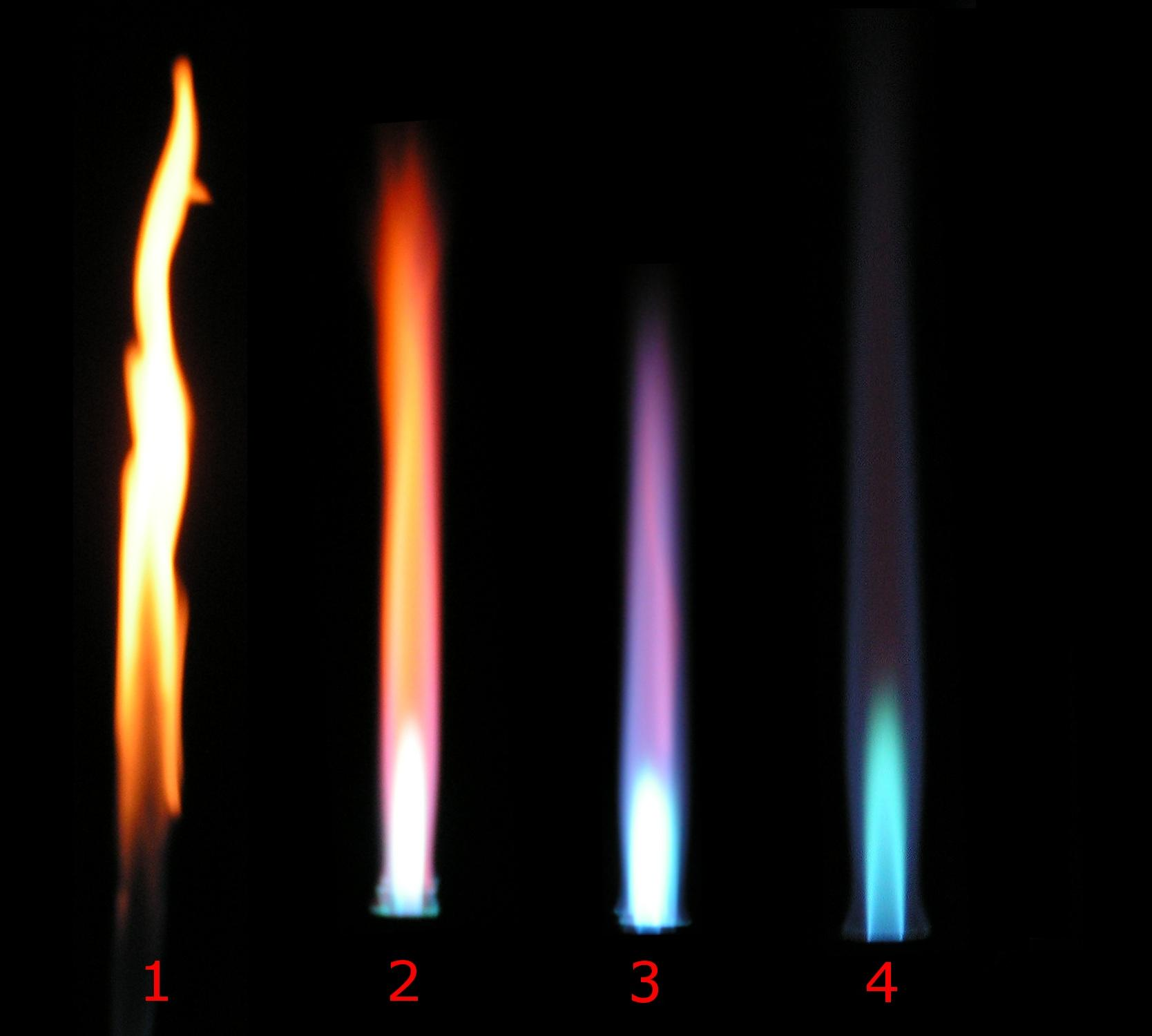
Різний вигляд полум'я у пальнику Бунзена залежить від притоку кисню. Зліва багата паливом суміш без попереднього змішування з киснем горить жовтим і коптить, розсіяне полум'я праворуч бідна паливна суміш з додаванням кисню не створює кіптяви, при цьому колір полум'я визначається домішками.

Пальник Бунзена використовується в хімічних і шкільних лабораторіях, ювелірних майстернях, мікробіологічних, цитологічних, біотехнічних лабораторіях, медичних установах, випробувальних технічних центрах і зуботехнічних лабораторіях, а також скрізь, де потрібне застосування відкритого полум'я невеликої теплової потужності. Полум'я Пальника Бунзена (окисне чи відновне) використовується в аналітичній хімії, зокрема, при отриманні забарвлених перлів для швидкої ідентифікації мінералів і гірських порід. Для отримання полум'я із дещо вищою температурою, ніж у пальнику Бунзена використовують його модифікацію, створену румунським хіміком Ніколае Теклу і названий його іменем — Пальник Теклу.